# Hoogeind (Oirschot)
Hoogeind is een buurtschap  in de gemeente Oirschot in de Nederlandse provincie Noord-Brabant. Het ligt iets ten zuiden van het dorp Oostelbeers.